# Chile nos Jogos Olímpicos de Verão de 1972
O Chile participou dos Jogos Olímpicos de Verão de 1972 na cidade de Munique, na então Alemanha Ocidental. Nessa edição dos jogos o país não teve medalhistas.